# Saad Natiq
Saad Natiq Naji (arab. سعد ناطق ناجي; ur. 19 marca 1994 w An-Nadżafie) – iracki piłkarz grający na pozycji środkowego obrońcy. Od 2018 jest zawodnikiem klubu Al-Quwa Al-Jawiya.

## Kariera piłkarska
Swoją karierę piłkarską rozpoczął w klubie Masafi Al-Wasat, w którym w 2011 roku zadebiutował w pierwszej lidze irackiej. W 2013 roku przeszedł do Al-Quwa Al-Jawiya. W sezonie 2014/2015 wywalczył z nim wicemistrzostwo Iraku, a w sezonie 2015/2016 zdobył Puchar Iraku. W sezonie 2016/2017 został mistrzem tego kraju.
Latem 2017 przeszedł do katarskiego Al-Arabi SC. Zadebiutował w nim 16 września 2017 w przegranym 1:3 domowym meczu z Al Sailiya. W Al-Arabi spędził rok.
W 2018 roku wrócił do Al-Quwa Al-Jawiya.

## Kariera reprezentacyjna
W reprezentacji Iraku zadebiutował 26 sierpnia 2015 w wygranym 3:2 towarzyskim meczu z Libanem. W 2016 roku został powołany do kadry na Igrzyska Olimpijskie w Rio de Janeiro, a w 2019 na Puchar Azji 2019.